# Istiocitosi blu mare
L'istiocitosi blu mare  racchiude diverse forme di patologie che hanno come caratteristiche comuni l'interessamento della milza e del midollo, dove si manifestano grandi elementi cellulari (dimensioni 50-60 µm).

## Morfologia
L'aspetto del citoplasma granulare mostra una colorazione blu o verde, causate da un pigmento bruno. Proprio come un tipico caso di colorazione di Giemsa.

## Epidemiologia
L'incidenza delle forme primitive è più alta nei primi decenni di vita della persona.

## Tipologia
Esistono le forme primitive e quelle secondarie, esse differenziano per diversi motivi.

## Eziologia
Le forme primitive sono di causa sconosciuta ma collegate ad un deficit enzimatico, le secondarie sono causate da un non assimilazione della produzione di materiale lipidico, che comporta l'accumulo di esso.

## Sintomatologia
Le forme primitive mostrano epatosplenomegalia, mentre le altre dipendono dalle varie malattie collegate, e quindi si riscontrano leucemia mieloide cronica, anemia emolitica e tante altre.

## Prognosi
La sua evoluzione ha una finalità benigna, soprattutto per le forme primitive.